# Krais de Rússia
La Federació Russa es divideix en 83 subjectes federals, nou dels quals s'anomenen krais (rus: кра́й, krai; plural края́, kraià), traduïts al català com territoris.
Tot i la diferència de nom, no hi ha cap diferència pràctica entre un krai i una òblast de Rússia
| Krais de Rússia |
| 1. Krai de l'Altai 2. Krai de Kamtxatka 3. Krai de Khabàrovsk 4. Krai de Krasnodar 5. Krai de Krasnoiarsk 6. Krai de Perm 7. Krai de Primórie o del Litoral 8. Krai de Stàvropol 9. Krai de Zabaikàlie o de Transbaikàlia |